# Havergal College
Havergal College es un colegio independiente en Toronto, Ontario, Canadá solamente para mujeres que funciona tanto como escuela de día como internado para chicas desde guardería hasta el duodécimo curso. La escuela se fundó en 1894 y fue nombrada en honor a Frances Ridley Havergal, un compositor, autor, y humanitario.
Hoy, el campus de 22 hectáreas está localizado en 1451 Avenue Road en el centro de Toronto. Las instalaciones incluyen una Escuela Superior, un centro atlético con piscina y gimnasio, estudios de música, un teatro, centros de cómputo, y una Escuela de Joven.
En 2012, la primaria de Havergal College fue calificada como la mejor de Toronto por el Fraser Instituto con una puntuación perfecta de 10. En 2015, la secundaria de Havergal College fue calificada como la segunda mejor por el Instituto Fraser de entre las 749 secundarias en Ontario.

## Historia

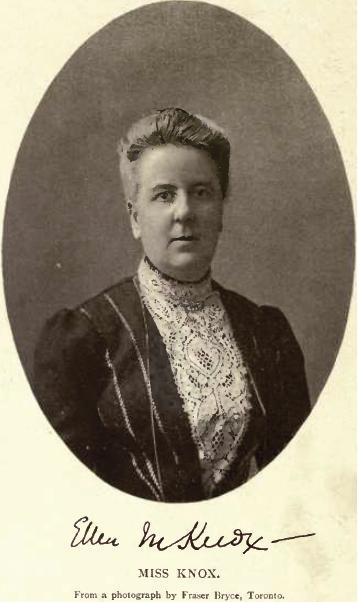
Ellen Mary Knox, la primera directora de Havergal College

Havergal College se fundó en 1894 como un instituto para mujeres de la iglesia de Inglaterra. Su directora era Ellen Mary Knox. Contaba con una acreditación de honor de la Universidad de Oxford, un diploma en enseñanza de la Universidad de Cambridge y un certificado del gobierno. Havergal fue la escuela hermana de Ridley College durante las primeras décadas de historia de la escuela.
En 1898, se construyó un edificio nuevo para la escuela ubicado en 354 Jarvis Street. Para 1903, Havergal College tenía 120 internas y 200 estudiantes de día, un personal de 20 profesores residentes (principalmente de universidades inglesas) y varios profesores visitantes no residentes. El antiguo edificio de Havergal College en 354 Jarvis Street ahora es el edificio llamado Margaret McCain dentro de las instalaciones de la Escuela Nacional de Ballet de Canadá.

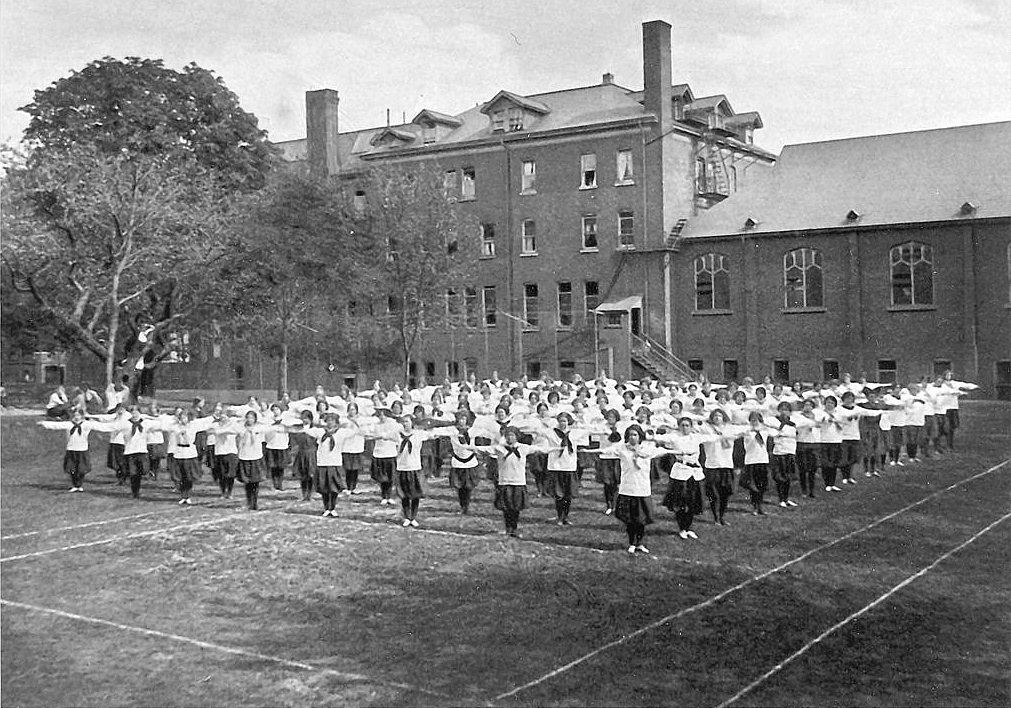
Exhibición de gimnasia en el campus de Jarvis Street, 1908

## Símbolos
Havergal College tiene varios símbolos. La cresta de Havergal compuesta por hojas de maple, ramas de laurel, una antorcha y la lámpar de la enseñanza, simbolizan el lema de la escuela: Vitai Lampada Tradens — pasando la antorcha de la vida. La margarita se escogió como la flor del colegio "porque crecía alegremente donde fuera que su suerte la encontraba, y porque miraba tan firmemente hacia la luz que su corazón estaba inundado por el oro más puro, y sus pétalos del blanco más puro." (Ellen Principal Knox, primera directora)